# Phil Tippett
Phil Tippett, född i Kalifornien 1951, är en amerikansk regissör och animatör. Han är bland annat känd i animatörkretsar för att han utvecklade stop motion-animationen, och skapade Go motion-tekniken. Hans framtid som animatör kan ha grundlagts 1958, när han såg filmen Sinbads tusen äventyr.

## Filmer som Phil Tippett varit med och animerat
- Rymdimperiet slår tillbaka
- Coneheads